# Hesperomecon
Hesperomecon es un género monotípico de la familia de las papaveráceas. Su única especie: Hesperomecon linearis es originaria de los Estados Unidos.

## Descripción
Son plantas que alcanzan un tamaño de 0.3-4 dm de altgura, esparcidamente pilosas a densamente hirsutas. Hojas en su mayoría basales, de 0.5-8.5 cm;  lineales; márgenes enteros. Inflorescencias: en pedúnculo de 2.5-38 cm; brote globoso a ovoide-cilíndrico. Flores con los pétalos de color blanco a crema, a veces con puntas amarillas, a veces teñida de rojo en la edad, estrechamente ovadas a obovadas, de 0.3-2 × 0.2-1 cm, ápice agudo a obtuso; ovario ovoide-elipsoide, estigmas deltoides, márgenes revolutos. Cápsulas ovoides, de 1,5 cm. Las semillas negras, brillantes y lisas. Tiene un número de cromosomas de 2 n = 14.

## Distribución y hábitat
Floración temprana tarde de primavera. Se encuentra en las zonas abiertas, cubiertas de hierbas en las praderas, dunas, pinares y robledales; a una altitud de 0-1000 metros en California.

## Taxonomía
Hesperomecon linearis  fue descrita por (Benth.) Edward Lee Greene  y publicado en Pittonia 5: 146. 1903.
Etimología
Hesperomecon: nombre genérico que deriva de las palabras griegas hespero = "occidente" y mekon = "amapola".
Sinonimia
- Hesperomecon pulchella Greene
- Meconella linearis (Benth.) A. Nelson & J.F. Macbr.
- Meconella linearis (Benth.) Jeps.
- Meconella linearis var. pulchellum (Greene) Jeps.
- Platystemon linearis (Benth.) Curran
- Platystigma lineare Benth.[4]